# 1re cérémonie des Empire Awards
La 1re cérémonie des Empire Awards a été organisée en 1996 par le magazine britannique Empire, et a récompensé les films sortis en 1995. Les récompenses sont votées par les lecteurs du magazine.

## Palmarès

### Meilleur film
- Braveheart

### Meilleur film britannique
- Petits meurtres entre amis (Shallow Grave)

### Meilleur acteur
- Nigel Hawthorne pour le rôle de George III dans La Folie du roi George (The Madness of King George)

### Meilleur acteur britannique
- Ewan McGregor pour le rôle d'Alex Law dans Petits meurtres entre amis (Shallow Grave)

### Meilleure actrice
- Nicole Kidman pour le rôle de Suzanne Stone Maretto dans Prête à tout (To Die For)

### Meilleure actrice britannique
- Kate Winslet pour le rôle de Juliet Hulme dans Créatures célestes (Heavenly Creatures)

### Meilleur réalisateur
- Danny Boyle pour Petits meurtres entre amis (Shallow Grave)

### Meilleur début
- Bryan Singer pour Usual Suspects (The Usual Suspects)

### Lifetime Achievement Award
- Mike Leigh